# جانکارلو گالدیولو
جانکارلو گالدیولو (انگلیسی: Giancarlo Galdiolo; ۴ نوامبر ۱۹۴۸ – ۸ سپتامبر ۲۰۱۸) بازیکن فوتبال اهل ایتالیا بود.
از باشگاه‌هایی که در آن بازی کرده‌است می‌توان به باشگاه فوتبال پادوا، باشگاه فوتبال سمپدوریا، و باشگاه فوتبال فیورنتینا اشاره کرد.
وی همچنین در تیم ملی فوتبال زیر ۲۱ سال ایتالیا بازی کرده‌است.